# Hôtel Saint-Martin-d'Agès
L'Hôtel Saint-Martin-d'Agès est situé sur la commune de Dax, dans le département français des Landes. Le portail et mur d'entrée avec son couronnement sont inscrits au titre des monuments historiques par arrêté du 21 mars 1983.

## Historique
L'hôtel se trouve dans un quartier qui concentraient plusieurs hôtels particuliers à partir du XVIe siècle, en raison de sa proximité avec l'ancien palais de justice et l'ancien hôtel de ville de Dax.
Le portail d'entrée porte la date 1616. Il s'agit certainement de la date de la construction. L'hôtel particulier ensuite tient son nom de sa propriétaire dans la 2de moitié du XVIIe siècle : Marie-Madeleine de Saint-Martin (1633-c.1675), dame de Rostaing et d'Agès.
Mazarin et la reine Anne d'Autriche font étape dans cet hôtel lors des déplacements occasionnés par la signature du Traité des Pyrénées en 1659 et le mariage de Louis XIV en 1660 à Saint-Jean-de-Luz.
La demeure passe ensuite aux mains de la famille de Bachelier à la suite du mariage, en 1686, de Suzanne de Biaudos, la fille de Marie-Madelaine de Saint-Martin, avec Pierre de Bachelier, directeur des fermes royales. Les armes de la famille de Bachelier (d'azur à la croix d'or cantonnée de quatre paons d'argent) furent placées sur le portail au cours du XIXe siècle.
Puis, l'hôtel appartient à la famille Le Quien de la Neufville, à la suite du mariage, en 1802, d'Ignace Jean-Baptiste Charles le Quien de la Neufville (ou Laneuville) avec Elisabeth Anne Marie de Bachelier. Après division de la maison et du jardin, la famille ne conserve que la partie sud. La partie nord ayant été cédé à Jean Amet, capitaine à la retraite. 
La ville achète la partie sud du bâtiment à la famille Martin en 1962 pour y installer le musée municipal. À partir de 1995, le musée est déplacé à l'ancienne chapelle des Carmes mais conserve des réserves à Saint-Martin-d'Agès. Les étages sont aujourd'hui occupés par la société de Borda. La partie nord est une maison particulière.

## Architecture
L'immeuble forme un ensemble unique par son corps de logis central et ses deux ailes en retour d'équerre enserrant une minuscule cour intérieure fermée par un haut mur dont le faîte est décoré de pots à feu, eux-mêmes sculptés de têtes et de motifs floraux. Une porte monumentale sur la rue s'ouvre par une grille. Un fronton triangulaire brisé et mouluré surmonte ce portail. L'intérieur conserve des boiseries et des stucs.
Si l'hôtel Saint-Martin d'Agès a été reconstruit en grande partie au 18e siècle, il possède encore des vestiges du 17e siècle.
De son état d'origine, on trouve deux demi-croisées côté cour (dont la traverse a été supprimée) et des ouvertures sur la façade est.

## Galerie

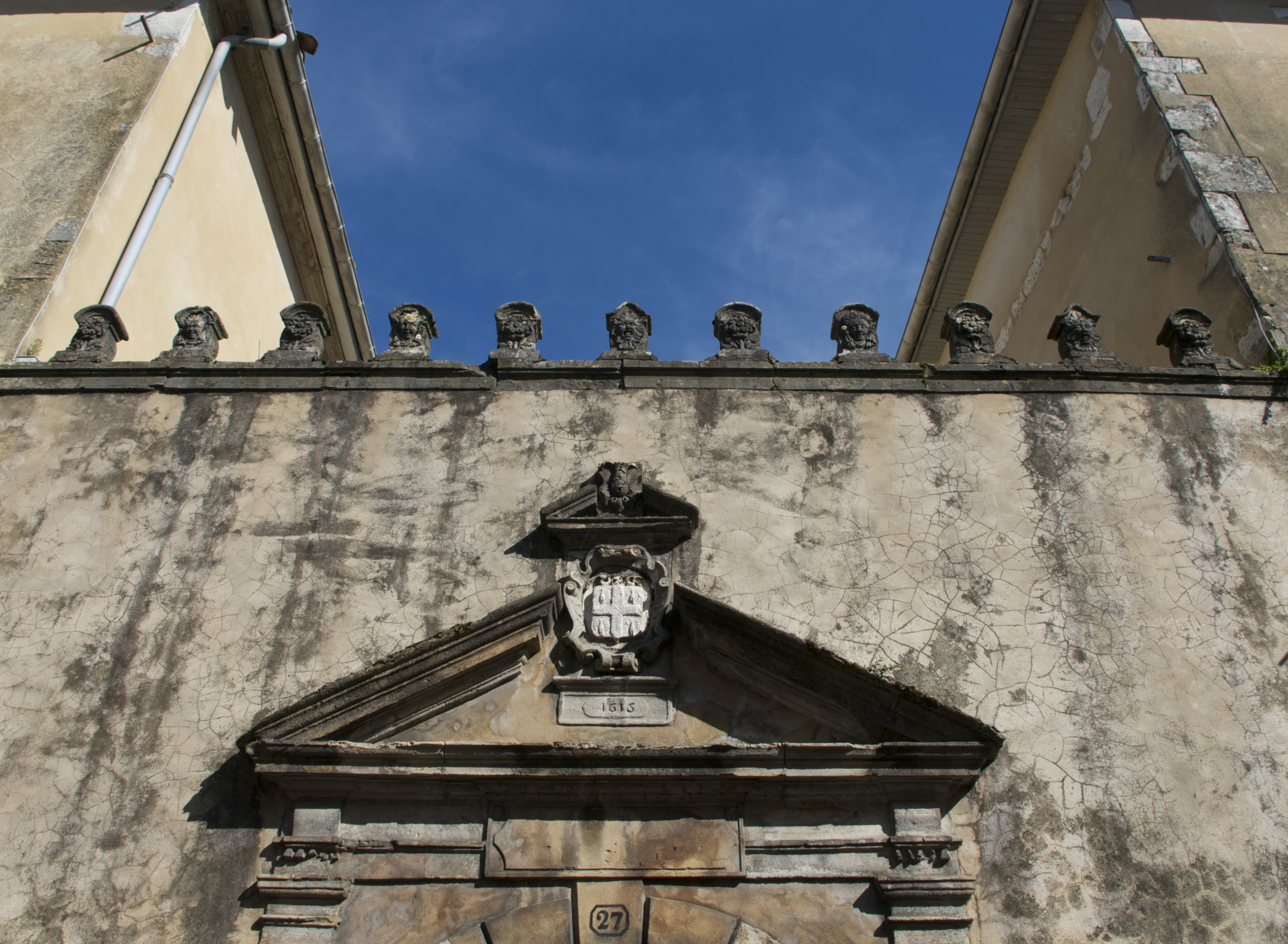
Couronnement et partie supérieure du mur.
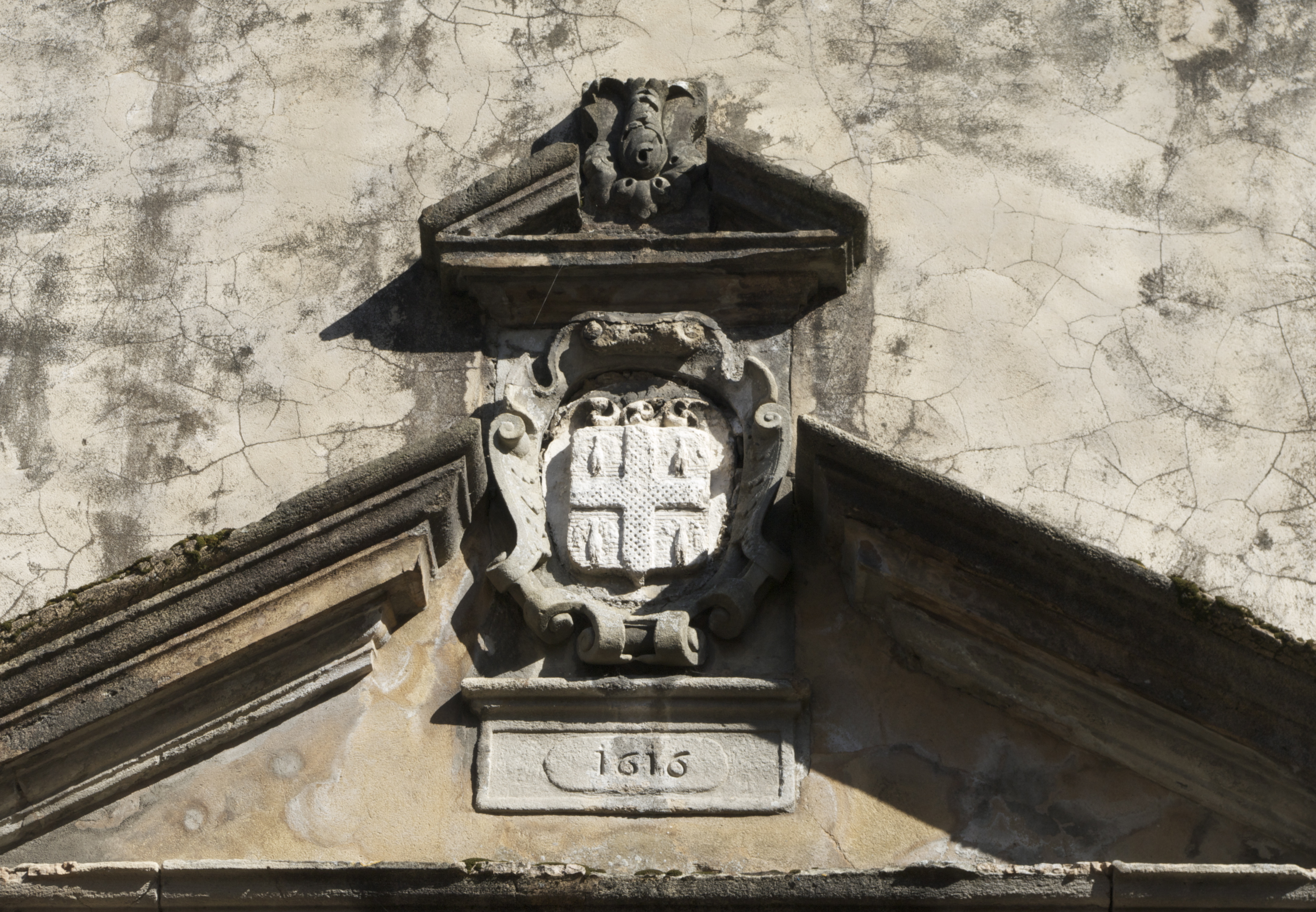
Détail du couronnement.
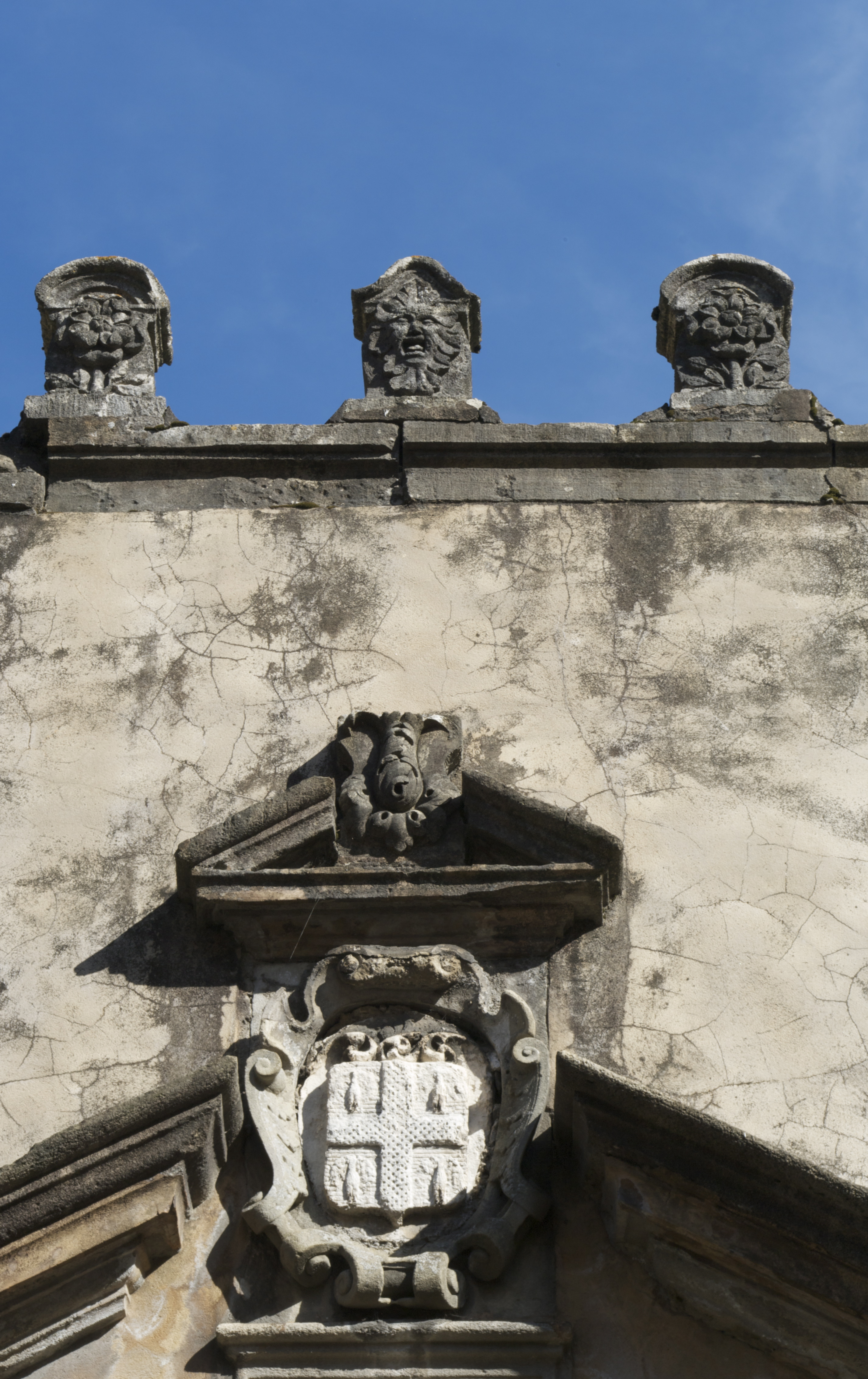
Détail du couronnement et de la partie supérieure du mur.